# 曹汝霖寓所
曹汝霖寓所，位于北京市东城区东华门街道灯市口社区同福夹道4号，已列为东城区文物保护单位。

## 历史
该建筑建于1920年代，是北洋政府交通总长曹汝霖的寓所。1949年以后划归军委航空局。1950年空军话剧队从长春调入北京，隶属空军政治部，改编为文工团，该建筑即交由空军政治部文工团使用。1998年空政文工团与电视艺术中心合署办公，改为空政电视剧艺术中心。2018年空政文工团撤销。

## 建筑
该建筑采用欧式折衷主义风格，高三层。二楼廊柱为仿爱奥尼式双柱。

## 保护
2009年10月29日，“同福夹道4号近代建筑”公布为东城区文物保护单位。